# بوبر آرام
بوبر آرام (نام علمی: Phyllastrephus placidus) نام یک گونه از سرده بوبرهای اصلی است.